# ハヌシュ・ヴィハーン
ハヌシュ・ヴィハン（チェコ語: Hanuš Wihan、1855年6月5日、帝–王政オーストリア ボヘミア王国 ポリツェ・ナド・メトゥイー（チェコ語: Police nad Metují、ドイツ語: Politz a[n].d[er].Mettau） – 1920年5月1日、チェコ＝スロバキア共和国プラハ市）はチェコのチェリスト。19世紀のボヘミアで最高のチェリストとみなされている。アントニン・ドヴォルザークと縁が深く、《森の静けさ》作品64や《ロンド ト短調》作品94に加えて、かの《チェロ協奏曲ロ短調》作品104までもがドヴォルジャークから献呈された。ボヘミア四重奏団を結成してチェロを担当し、40年間にわたる世界的な名声を不動のものにした。

## 略歴

### 生い立ちとドイツでの成功
1881年、まだ13歳の頃から、1887年までプラハ音楽院にてフランチシェク・ヘーゲンバルト（František Hegenbarth）に師事し、ペテルブルク音楽院に留学してカルル・ダヴィドフの薫陶を受ける。18歳の若さでザルツブルク・モーツァルテウム音楽アカデミーの教員に就任した。さるロシア人を後援者とする私設オーケストラの団員となってニースやルガノを訪れた後、同胞カレル・ハリーシュ（Karel Halíř）がコンサートマスターを務めるベンヤミン・ビルゼのベルリン管弦楽団（ベルリン・フィルハーモニー管弦楽団の前身）に1年間在籍した。後にシュヴァルツェンブルク公のゾンダースハウゼン宮廷管弦楽団に入団し、同地でフランツ・リストと親交を結んだ。
その後は首席ホルン奏者フランツ・シュトラウスで知られるミュンヘン宮廷管弦楽団に移籍した。ミュンヘンには8年間在住し、ハンス・フォン・ビューローやリヒャルト・ワーグナーのサークルにも加わった。ワーグナーにはバイロイト音楽祭で演奏家として採用されており、フランツ・シュトラウスの息子リヒャルト・シュトラウスからは、《弦楽四重奏曲イ長調》作品2と《チェロ・ソナタ ヘ長調》作品8を献呈されている（ヴィハーンは後者を1883年12月にニュルンベルクで初演した）。リヒャルト・シュトラウスの《チェロと管弦楽のためのロマンス》もヴィハーンのために作曲され、ヴィハーンが1884年2月15日にバーデンバーデンで初演を行なってはいるものの、ヴィハーンには献呈されなかった。この頃までにヴィハーンは、ドレスデン出身のピアニスト、ドーラ・ヴァイスと結婚しているが、ドーラ夫人が5歳年下のリヒャルト・シュトラウスと恋に落ちたのである。二人に肉体関係があったのか、あるいはその手前だったのかは確証がないが、ヴィハーンは非常に嫉妬深い性格であり、結婚生活は破綻に向かった。その後はプラハの母校に戻っている。

### 後半生
1888年に恩師ヘーゲンバルトの後任として、チェロのヴィルトゥオーゾや教師として成功を重ね、ソリストや室内楽奏者としては、1894年に特にロシアで演奏旅行を行なった。ピョートル・チャイコフスキーは1888年にプラハでヴィハーンの演奏会を聴いており、ヴィハーンがロシアで演奏会の手筈を整えることができるように助力を申し出ている。またチャイコフスキーはカルル・ダヴィドフにも助言を請い、両者の間で定期的に往復書簡が取り交わされた。

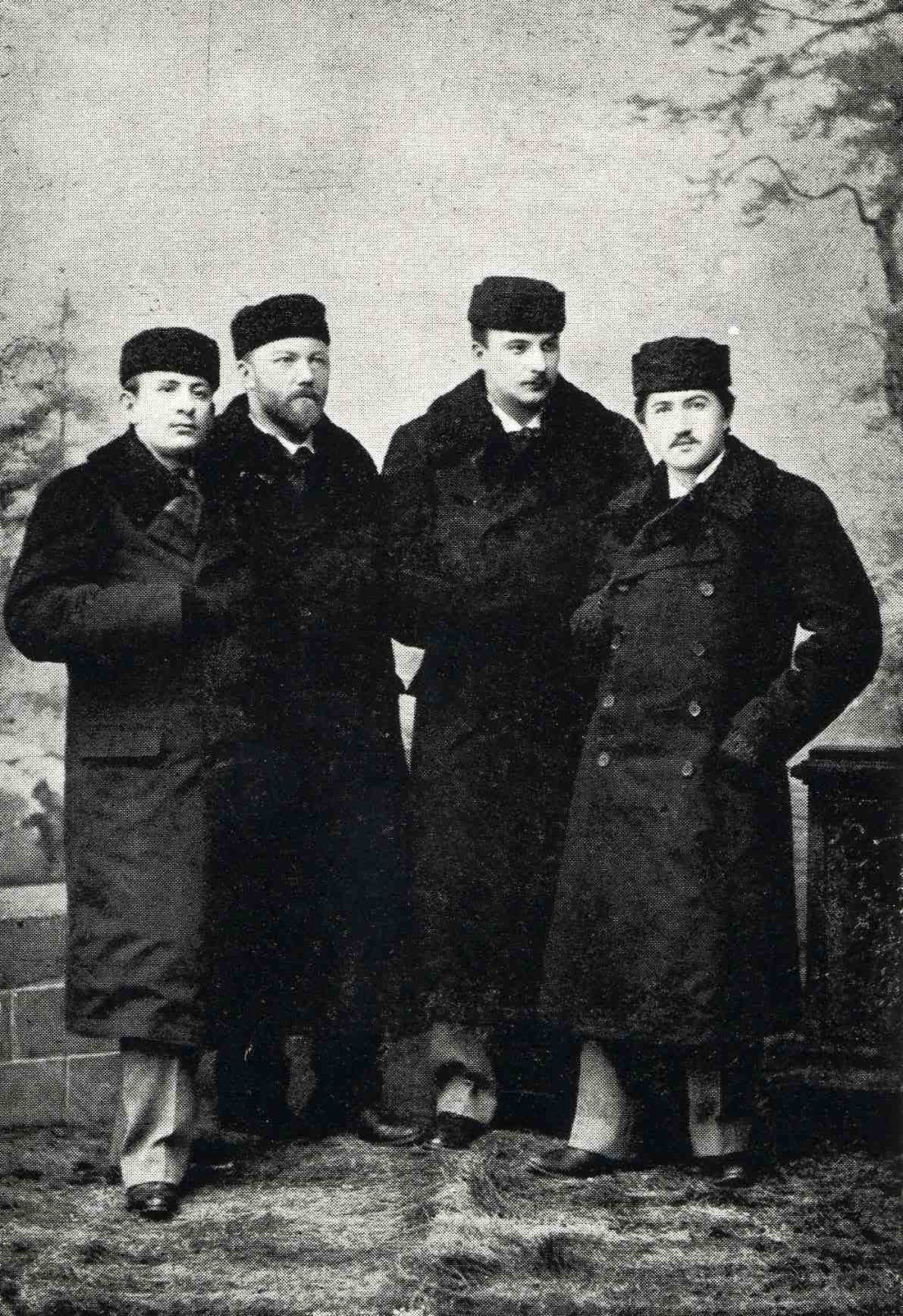
ボヘミア四重奏団の団員。左から順にカレル・ホフマン、ハヌシュ・ヴィハーン、オスカル・ネドバル、ヨセフ・スク。

1891年にヴィハーンはボヘミア四重奏団（または「ボヘミア弦楽四重奏団」とも）を結成した。カレル・ホフマンとヨセフ・スクがヴァイオリンを、オスカル・ネドバルがヴィオラを担当した。皆アントニン・ベネヴィッツの門人だった。チェロはヴィハーン門下のオタカル・ベルゲルが担当した。初めヴィハーンは演奏せず、自分の思想を団員に吹き込み、自分は演奏会のマネージメントを受け持った。1892年には団体名を「チェコ弦楽四重奏団」に改めている。1893年にオタカル・ベルゲルが病気に倒れると、空席を自分が埋め、1897年にベルゲルが帰らぬ人になると終身チェロ奏者を務め上げた。
ボヘミア四重奏団はヨーロッパの多くの国々を訪れ、同楽団と言えばベドルジハ・スメタナの《弦楽四重奏曲 第1番「わが生涯より」》を強く連想させるようになった。セルゲイ・タネーエフはボヘミア四重奏団にとりわけ感銘を受け、さまざまな機会で共演するとともに、自作の《弦楽四重奏曲 第4番》をボヘミア四重奏団に献呈している。
1892年にヴィハーンは、アントニン・ドヴォルザークやフェルディナント・ラハナーと5ヵ月間の演奏旅行でチェコの街々を廻り、その間にドヴォルジャークが《ロンド ト短調》を書き上げると、ヴィハーンはこれをフルジムで初演した。また三重奏団としては、ドヴォルジャークの《ピアノ三重奏曲「ドゥムキー」》（1891年）も初演している。
チェコ弦楽四重奏団の一員として演奏し出してから数年たち、生涯の後半になるとソリストや室内楽奏者としての活動は減って、もっぱら四重奏団と活動するようになった。ライオネル・ターティスは1906年にチェコ弦楽四重奏団と共演した際、リハーサルの合間に、ヴィハーンに床の上に涎を垂らす癖があるのに気付いている。ヴィハーンは1914年に隠退し、後任チェリストはラディスラフ・ゼレンカが選ばれた。だがチェコ弦楽四重奏団員は報酬の20パーセントを、歿年までヴィハーンに支払い続けた。1919年にプラハ音楽院が改組されると、ヴィハーンは室内楽とチェロの教授に任命され、翌年のヴィハーンの死までその地位は保持された。

## 《チェロ協奏曲 ロ短調》をめぐる逸話
ヴィハーンはドヴォルジャークにチェロ協奏曲を作曲してくれるように頼んでいたが、きまってドヴォルジャークは、チェロはオーケストラに埋没してしまうから、協奏曲はチェロの強みを発揮させるには最上の手段ではないと応じていた。ところがドヴォルジャークは、1894年から1895年にかけてニューヨークで、ヴィハーンの演奏を念頭に置いて《チェロ協奏曲ロ短調》を書き上げた。ヴィハーンは改善のために様々な指示を出し、ドヴォルジャークはそのいくつかを受け入れた。しかしながら、終楽章のカデンツァに対するヴィハーンの指示をドヴォルジャークは受け容れようとはしなかった。終楽章を重い病に臥した義姉への手向けにするとの発想と、ヴィハーンの指示とが相容れないものだったのである。1896年3月19日にロンドンで世界初演とする予定の日付も、ヴィハーンのチェコ四重奏団との契約上の義務とかち合った。議論をめぐって二人が一種の絶縁状態に陥ったとする噂話は真実ではない。ヴィハーンは《協奏曲ロ短調》を、デン・ハーグではウィレム・メンゲルベルクの指揮（一説にはドヴォルジャーク自身の指揮）によって演奏しており、ほかにもアムステルダムや、（ドヴォルジャーク自身の指揮で）ブダペストにおいても演奏している。また、同年のドヴォルジャークの《弦楽四重奏曲 ト長調》作品106の初演にも参加しているのである。なお、ヴィハーンの指示によって改訂される前の初稿譜は、「（現行版より）ずっと音楽的である」と評されていて、時どき演奏されることがある。
主要な門人に、アルトゥル・クラーサやヤン・ブリアン、ユリウス・ユネク、ルドルフ・パヴラタ、マクシミリアン・シュクフォル、ベドジフ・ヴァスカらがいる。

## その他
1985年には、プラハ・アカデミーの会員によって、ヴィハーンの遺功を偲んで「ヴィハーン四重奏団」が結成された。

## 註
1. 1 2 3 4  Wihan Quartet
2. 1 2 3  Margaret Campbell, The Great Cellists
3. 1 2 3 4 5 6 7 8  Maisky-Gililov
4. 1 2 3 4 5  www.cellist.nl Archived 2013年10月29日, at the Wayback Machine.
5. ↑  シュヴァルツブルク＝ゾンダースハウゼン侯 ?
6. ↑  Michael Kennedy, Richard Strauss
7. 1 2  Boston Symphony Orchestra program notes
8. ↑  Dimitry Markevitch, Some Thoughts on More Rational Cello Fingerings
9. ↑  Wihan Quartet News